# 无线电频谱
无线电波是频率介于3Hz和约300GHz之间的电磁波，也作射頻電波，或簡稱射頻、射電。
无线电技术將声音訊號或其他信号經過轉換，利用無線電波傳播。
射頻技術也用在核磁共振及磁振造影上；射頻線圈是其研究課題之一。
顾名思义，无线电频谱是无线电波或者电磁波的频率。 无线电波定义在频率在3000GHz以下，不用人工导波而在空间传播的电磁波。 一般而言，无线电频谱是指9kHz-3000GHz频率范围内无线电频率的总称。
无线电波的来源也可能是自然的，比如射电天文学就是研究来自外空的无线电波的一门科学。

## 频谱和波段划分
| 国际电信联盟波段号码 | 频段名称 | 缩写 | 频率范围                       | 波段   | 波长范围                 | 用法                                      |
| -------------------- | -------- | ---- | ------------------------------ | ------ | ------------------------ | ----------------------------------------- |
|                      |          |      | ≤ 3 赫兹（≤3Hz）               |        | ≥ 100,000 千米           |                                           |
| 1                    | 极低频   | ELF  | 3-30 赫兹（3Hz–30Hz）          | 极长波 | 100,000千米 – 10,000千米 | 潛艇通訊或直接转换成声音                  |
| 2                    | 超低频   | SLF  | 30–300 赫茲（30Hz–300Hz）      | 超长波 | 10,000千米 – 1,000千米   | 直接转换成声音或交流输电系统（50-60赫兹） |
| 3                    | 特低频   | ULF  | 300–3000 赫茲（300Hz–3KHz）    | 特长波 | 1,000千米 – 100千米      | 礦場通訊或直接转换成声音                  |
| 4                    | 甚低频   | VLF  | 3–30 千赫（3KHz–30KHz）        | 甚长波 | 100千米 – 10千米         | 直接转换成声音、超声、地球物理學研究      |
| 5                    | 低頻     | LF   | 30–300 千赫（30KHz–300KHz）    | 长波   | 10千米 – 1千米           | 國際廣播、全向信標                        |
| 6                    | 中频     | MF   | 300–3000 千赫（300KHz–3MHz）   | 中波   | 1千米 – 100米            | 調幅（AM）广播、全向信標、海事及航空通訊  |
| 7                    | 高頻     | HF   | 3–30 百萬赫（3MHz–30MHz）      | 短波   | 100米 – 10米             | 短波、民用電臺                            |
| 8                    | 甚高频   | VHF  | 30–300 百萬赫（30MHz–300MHz）  | 米波   | 10米 – 1米               | 調頻（FM）廣播、電視廣播、航空通訊        |
| 9                    | 特高频   | UHF  | 300–3000 百萬赫（300MHz–3GHz） | 分米波 | 1米 – 100毫米            | 電視廣播、無線電話通訊、無線網路、微波爐  |
| 10                   | 超高频   | SHF  | 3–30 吉赫（3GHz–30GHz）        | 厘米波 | 100毫米 – 10毫米         | 無線網路、雷達、人造衛星接收              |
| 11                   | 极高频   | EHF  | 30–300 吉赫（30GHz–300GHz）    | 毫米波 | 10毫米 – 1毫米           | 射電天文學、遙感、人體掃瞄安檢儀          |
| 12                   | 至高频   | THF  | 0.3-3 兆赫（0.3THz–3THz）      | 微米波 | 1毫米 – 0.1毫米          | 回旋管、人體掃瞄安檢儀等                  |

註
- 極低頻、超低頻、特低頻、甚低頻四個頻帶（頻率約3–30,000赫茲）和音頻（audio frequency, AF）頻率（約20–20,000赫茲）重疊，雖然聲頻是用在透過空氣傳播的音波上。

### 使用无线电波的家电
- 电视机
- 收音机
- 对讲机